# Sân vận động Auguste Bonal
Sân vận động Auguste Bonal là một sân vận động đa năng ở Montbéliard, Pháp. Sân được sử dụng hầu hết cho các trận đấu bóng đá. Đây là sân nhà của câu lạc bộ FC Sochaux-Montbéliard. Sức chứa của sân là 20,025 người. Được xây dựng vào năm 1931, sân đã trải qua nhiều lần cải tạo, gần đây nhất là vào năm 2000.

## Hình ảnh

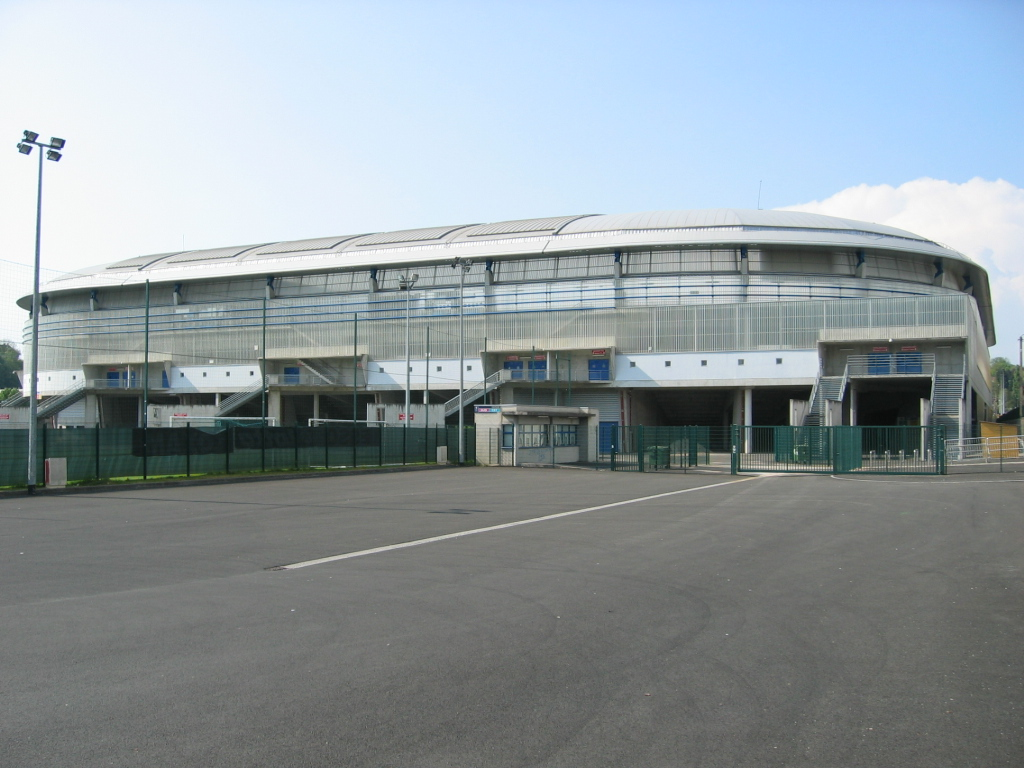
Quang cảnh bên ngoài sân vận động
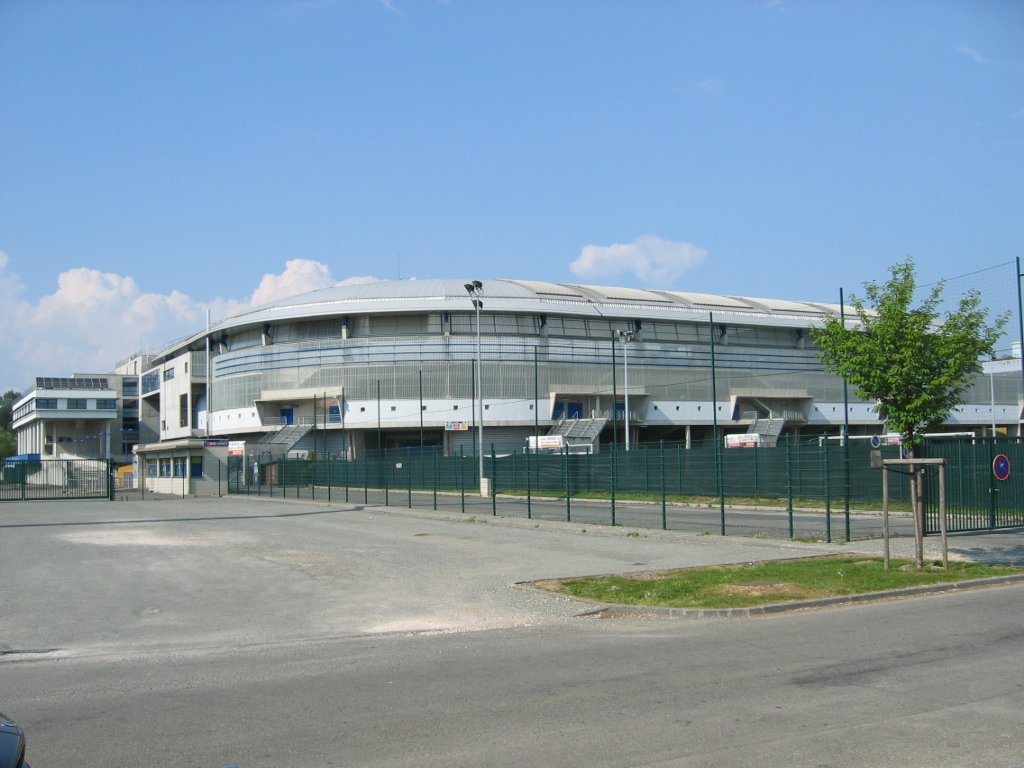
Quang cảnh bên ngoài sân vận động
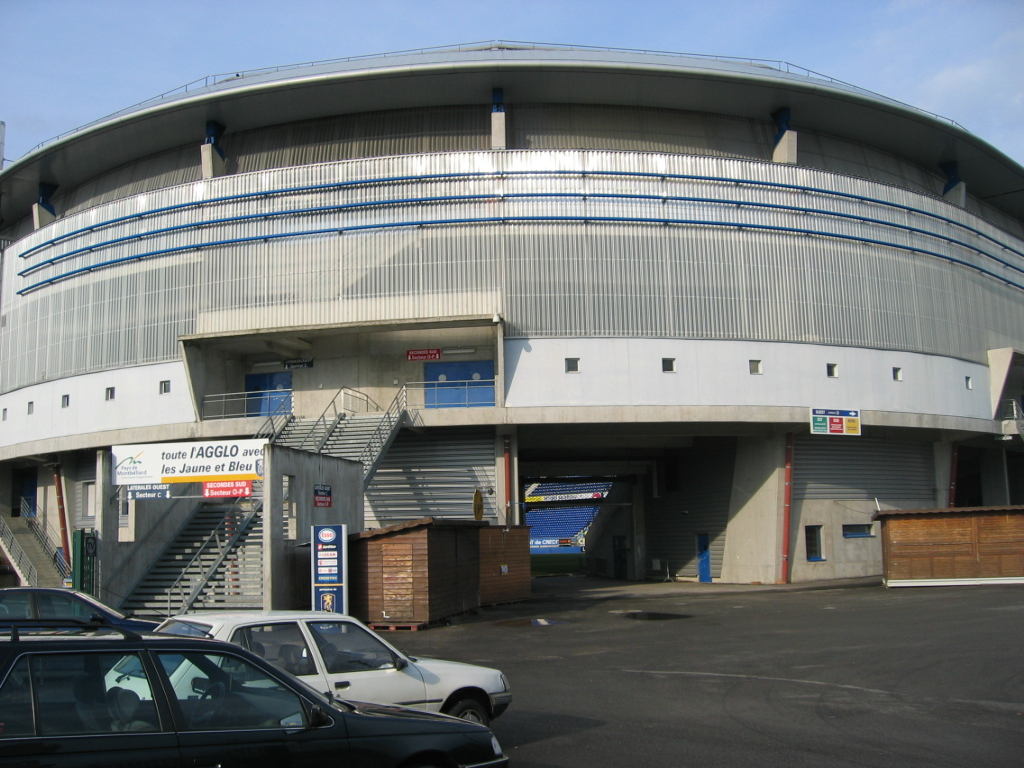
Quang cảnh bên ngoài sân vận động
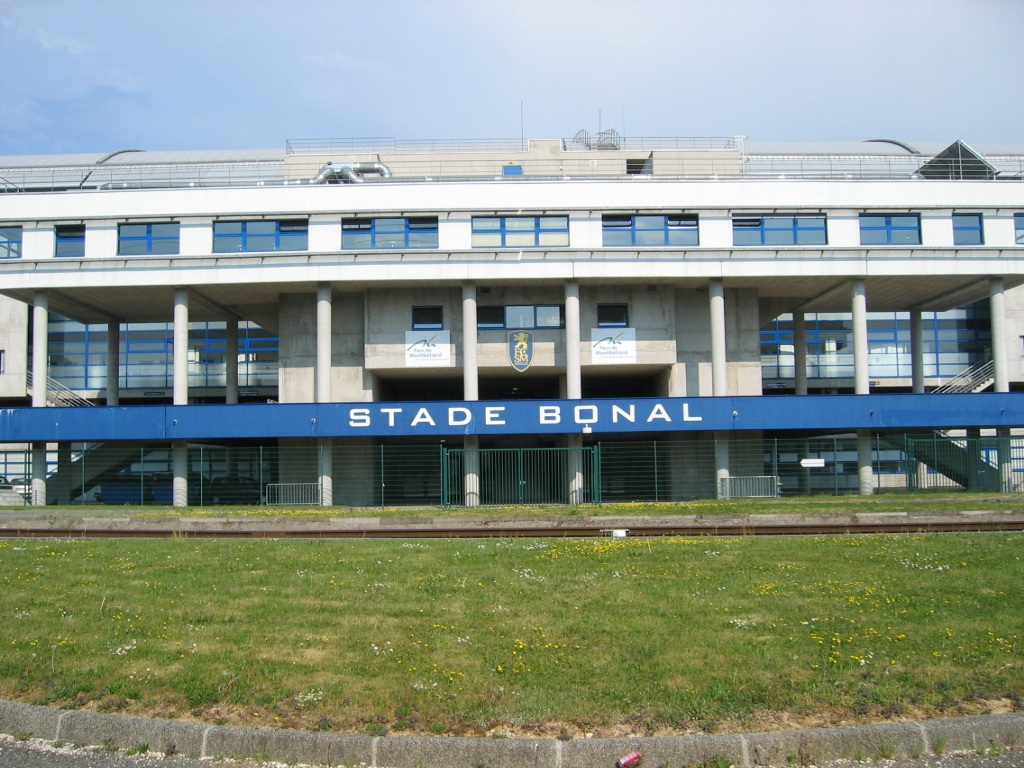
Lối vào sân vận động
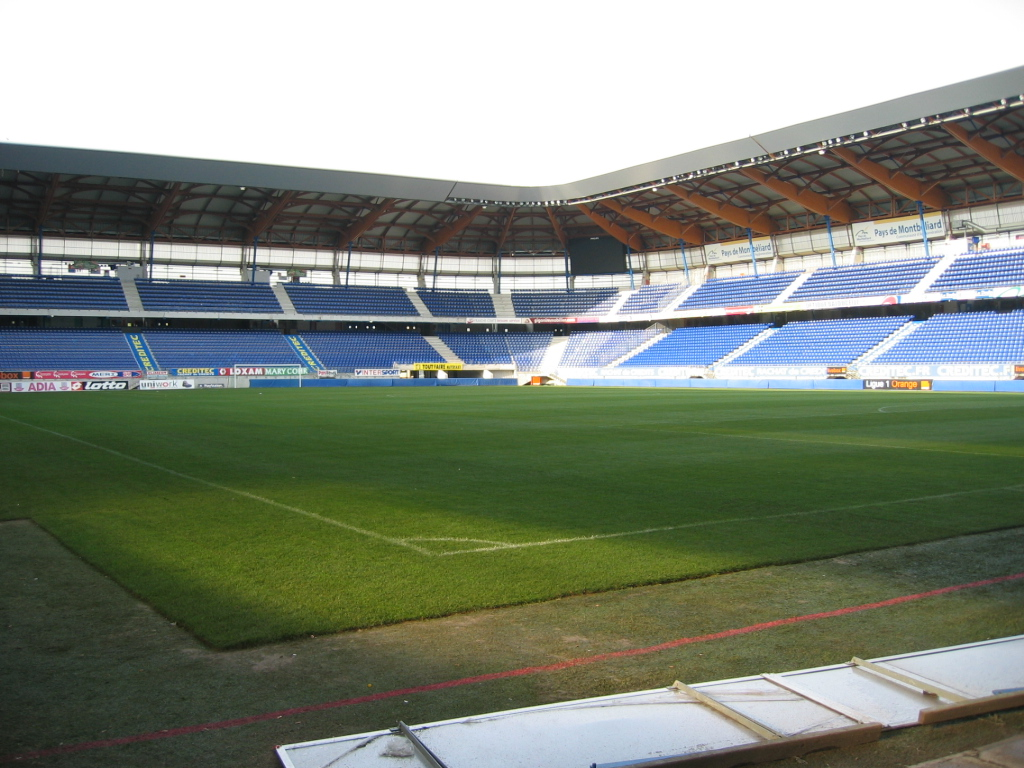
Toàn cảnh sân vận động
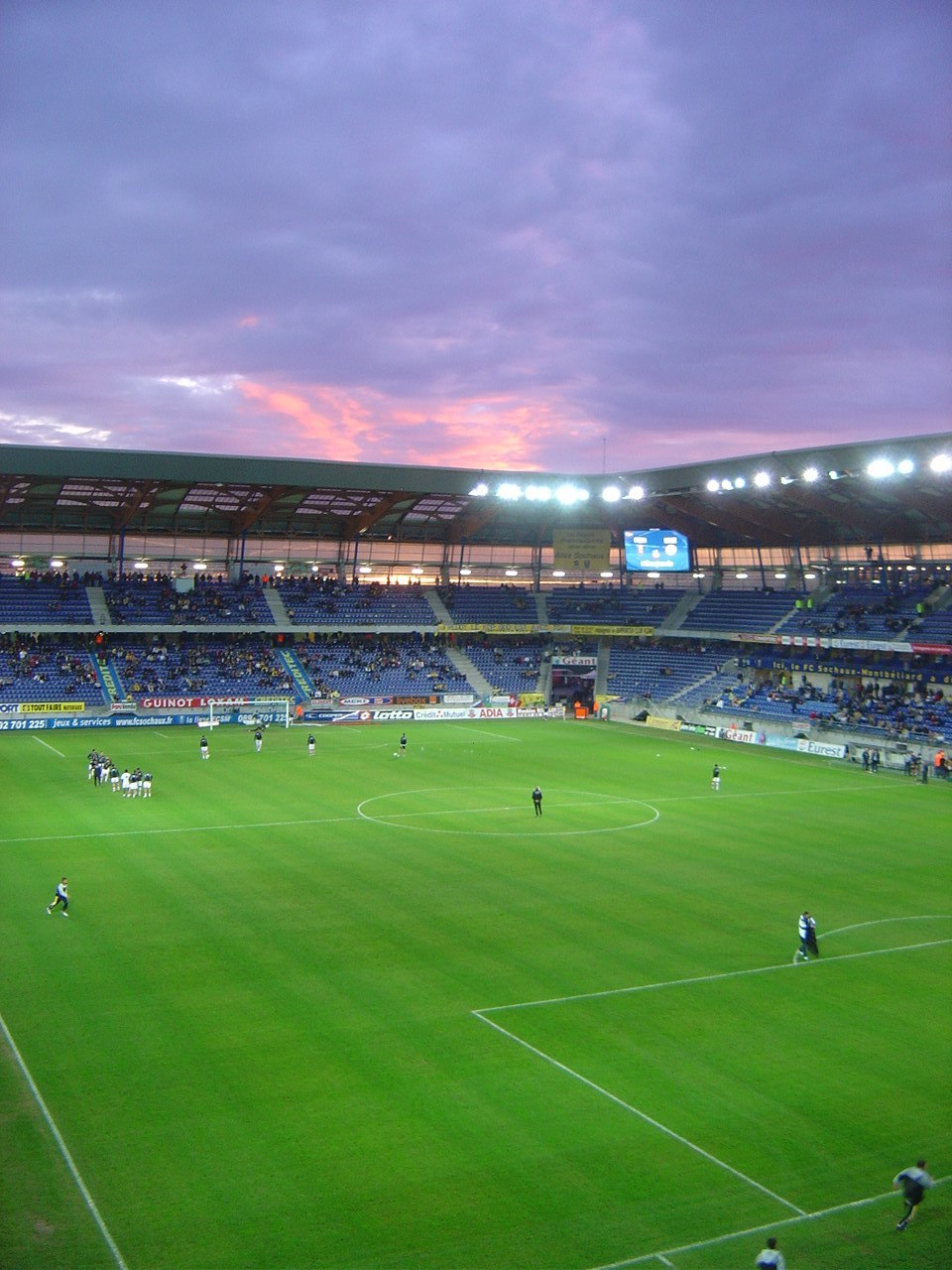
Toàn cảnh sân vận động